# Arbeitsgemeinschaft Jugendliteratur und Medien
Die Arbeitsgemeinschaft Jugendliteratur und Medien (kurz AJuM) arbeitet bundesweit und ist Teil der Gewerkschaft Erziehung und Wissenschaft (GEW). Die AJuM engagiert sich für Leseförderung und Medienbildung in Kindergarten, Schule, Bibliothek, Hort, Hochschule und anderen Einrichtungen. Ehrenamtlich arbeiten in der AJuM ca. 500 Personen mit, die sich beruflich und/oder privat mit Kinder- und Jugendliteratur beschäftigen (z. B. Lehr-, Erziehungs-, Bibliothekarspersonal und Mitarbeiter aus dem Hochschulbereich).

## Aufgaben und Arbeitsweise
Die AJuM arbeitet auch heute mit dem Ziel der Leseförderung nicht nur in den Bildungseinrichtungen. Im „Netzwerk Leseförderung“ werden auf verschiedenen Ebenen Anstrengungen unternommen, mit anderen Organisationen der Leseförderung, Verlagen, Autoren etc. bei Veranstaltungen unterschiedlicher Art zusammenzuarbeiten. Die AJuM schult und berät Literaturvermittler in den Bereichen Jugendliteratur und Medien sowie Schulbibliothek und Mediotheken.
Die AJuM…
- … rezensiert aktuelle Kinder- und Jugendliteratur und -medien unter dem Gesichtspunkt literarästhetischer Qualität und im Hinblick auf den Einsatz in pädagogischen Arbeitsfeldern. Die Rezensionen finden sich in einer Online-Datenbank.
- … organisiert regionale und bundesweite Fortbildungen und Fachtage.
- … erarbeitet Materialien und (thematische) Empfehlungslisten zur Leseförderung.
- … gibt die Zeitschrift für Kinder- und Jugendliteraturforschung kjl&m heraus.
- … zeichnet monatlich herausragende Bücher mit dem LesePeter aus.
- … vergibt den Heinrich-Wolgast-Preis der GEW für Kinder- oder Jugendmedien, die sich mit dem Thema Arbeitswelt befassen.

Entsprechend der gewerkschaftlichen Trägerstruktur arbeitet jede Landesstelle in den Landesverbänden der GEW autonom, organisiert ehrenamtlich die Rezensionstätigkeit, Fortbildungen, Beratungen. Die Kontaktpersonen in den Landesverbänden sind über die Webseite der GEW zu finden.
Der Gesamtvorstand der AJuM trifft sich einmal jährlich, dazwischen führt der Leitende Ausschuss die Geschäfte.

## Rezensions-Datenbank für Kinder- und Jugendliteratur
Die Beurteilungsarbeit ist weiterhin Schwerpunkt der Tätigkeit. Grundlage ist eine Vereinbarung mit der Arbeitsgemeinschaft von Jugendbuchverlagen e.V. (avj), die den Rezensierenden die Neuerscheinungen zur Verfügung stellen gegen die Zusage, dass die Beurteilungen in der Datenbank der AJuM veröffentlicht werden. Rund 500 Mitarbeiter aus Schule, Kita und Hochschule und der außerschulischen Leseförderung stellen seit 2003 ihre Rezensionen in die nichtkommerzielle, kostenfreie und unabhängige Rezensions-Datenbank für Kinder- und Jugendliteratur ein. Schon im September 2005 befanden sich gut 10.000 Rezensionen von über 100 Verlagen im Netz. Die Besucherzahlen liegen bei ca. 2000 Anfragen monatlich. Es steht jeweils der Bestand aus den letzten drei Jahren im Vordergrund mit ca. 20.000 Rezensionen, oft auch mehrere zum selben Buch oder Hörmedium, auf die über Schlagworte, Titel, Autor, Freitextsuche zugegriffen werden kann. Ältere Rezensionen können über eine Archivfunktion eingesehen werden.
Was bietet die Datenbank?
- Die Datenbank wird von der AJuM gepflegt und aktualisiert. Sie ist für Nutzer kostenfrei zugänglich.
- Die Rezensionen werden von geschulten Pädagogen verfasst, die einen direkten Bezug zur Zielgruppe haben und diese Erfahrungen in die Besprechungen einfließen lassen.
- Die Datenbank bietet häufig mehrere Besprechungen eines Titels an, die ein differenzierteres Bild auf das Buch bieten.
- Schlagworte, Empfehlungen für bestimmte Zielgruppen und die Suchfunktion ermöglichen eine schnelle und erfolgreiche Suche. Die Teaser geben eine erste Orientierung.

## Heinrich-Wolgast-Preis
Der Heinrich-Wolgast-Preis wurde 1986 vom Bildungs- und Förderungswerk (BFW) der Gewerkschaft Erziehung und Wissenschaft (GEW) im DGB e.V. gestiftet, um die Darstellung der Arbeitswelt in der Kinder- und Jugendliteratur zu fördern. Der Literaturpreis wurde nach dem der Sozialdemokratie nahestehenden Reform- und Literaturpädagogen Heinrich Wolgast (1860–1920) benannt. Der Preis wird alle zwei Jahre vergeben und ist mit 2000 Euro dotiert.
Für die Nominierung der preiswürdigen Bücher, die Bestimmung der Preisträger sowie die Verleihung des Preises ist eine Fachjury der AJuM in der GEW verantwortlich. Die mindestens dreiköpfige Jury wird vom Gesamtvorstand der AJuM gewählt. Neben dem Preisträger wird eine Liste mit empfehlenswerten Titel der KJL zur Arbeitswelt zusammengestellt.

## Der LesePeter – eine Auszeichnung der AJuM
Der Kinder- und Jugendbuchmarkt ist mit ca. 9.000 Neuerscheinungen pro Jahr relativ unübersichtlich. Um jungen Lesern, Eltern, Erziehern und Lehrern eine Orientierung zu bieten, verleiht die AJuM seit 2003 den LesePeter an herausragende, literarästhetisch und pädagogisch wertvolle Bücher.
Der LesePeter wird monatlich im Wechsel an ein Bilderbuch, Kinderbuch, Jugendbuch oder Sachbuch vergeben. Die LesePeter-Jurys erstellen ausführliche Besprechungen, die vertiefende Einblicke in das Buch ermöglichen. Diese Besprechungen können unter www.lesepeter.de als PDF-Datei heruntergeladen werden. Fachjurys der AJuM bestehend aus zwei bis vier Personen bestimmen das monatliche LesePeter-Buch.

## Fachzeitschrift für Kinder- und Jugendliteratur kjl&m
kjl&m – die Fachzeitschrift für:
- Kinder- und Jugendliteratur und -medien in Schule und Bibliothek
- Forschung zur Kinder- und Jugendliteratur
- Medienpädagogische und literaturdidaktische Ansätze
- Arbeit in Schulbibliotheken und Zusammenarbeit von öffentlichen Bibliotheken und Schulen

Kjl&m ist die älteste deutschsprachige Zeitschrift zur Kinder- und Jugendliteratur. 1893 als „Jugendschriften-Warte“ gegründet, berücksichtigt sie heute alle Formen von Kinder- und Jugendmedien. Jede der vierteljährlich erscheinenden Ausgaben hat einen Themenschwerpunkt und bietet darüber hinaus in der Rubrik „Spektrum“ Beiträge zu weiteren Themen an. Vielfältige Materialien und Rezensionen bieten allen, die sich professionell mit Kinder- und Jugendliteratur beschäftigen, umfassende Informationen und Anregungen für die Praxis. Zusätzlich gibt es jährlich eine kjl&m extra-Sonderausgabe mit einem ausführlicheren Thema.
Zur Namensgeschichte: Ab Juni 1973 hieß sie Informationen Literatur und Medien (ILM); Informationen Jugendliteratur und Medien (IJM) ab 1976; Beiträge Jugendliteratur und Medien (BJM) seit 1993 und kjl&m seit 2007.

## Julim-Journal – ein Online-Magazin
Das Online-Magazin Julim-Journal stellt Sammelrezensionen, Themenhefte zum Runterladen, aktuell diskutierte Bücher und Medien sowie Aktivitäten im KJL-Bereich vor. Die Mitarbeit steht jedem GEW-Mitglied frei. Eine Redaktionsgruppe entscheidet über die Auswahl der Beiträge. Zurzeit ist das Julim-Journal durch einen Hackerangriff vakant.

## Weitere Aufgaben und Arbeitsfelder
Auf Vorschlag der AJuM benennt die GEW dem zuständigen Bundesministerium (FSFJ) ihre Mitglieder in der Bundesprüfstelle für jugendgefährdende Medien. Auf den Sitzungen der BPjM wird darüber beraten und entschieden, ob ein Produkt als jugendgefährdend einzustufen ist und entsprechend dem Jugendschutzgesetz indiziert wird.
Seit 2001 vertritt die AJuM auf der Leipziger Buchmesse die GEW mit einem eigenen Stand und beteiligt sich am Veranstaltungsprogramm. Sie ist auch auf den Bildungsmessen vertreten.

## Kontakte & Netzwerk
Die AJuM war Gründungsmitglied im Dachverband Arbeitskreis für Jugendliteratur e.V. (AKJ) und hat wiederholt Mitglieder im Vorstand und in Jurys gestellt. Von 2006 bis 2012 war Regina Pantos aus der AJuM Vorsitzende des AKJ. Über Mitglieder der AJuM bestehen Verbindungen zum Freundeskreis des Instituts für Jugendbuchforschung der Goethe-Universität Frankfurt, zur Deutschen Akademie für Kinder- und Jugendliteratur in Volkach, zur Bundesvereinigung kulturelle Jugendbildung (BKJ), zu den Friedrich-Bödecker-Kreisen, zur Gesellschaft für Kinder- und Jugendliteraturforschung, zur Gesellschaft für Medienpädagogik und Kommunikationskultur e.V. (GMK) und zu IBBY (= International Board on Books for Young People), dem internationalen Dachverband mit seinen zweijährigen Kongressen.

## Zur Namensgebung
Sie setzt mit ihrer Arbeit die lange Tradition der Vereinigten Deutschen Prüfungsausschüsse für Jugendschriften (=VJA) fort. Diese wurden bereits 1893 von Lehrerverbänden in verschiedenen Teilen des Deutschen Reiches gegründet und betrieben Leseförderung vor allem durch die Herausgabe von Empfehlungslisten für das gute Jugendbuch. Nach 1945 fanden sich zur Fortsetzung der Arbeit gewerkschaftliche Mitglieder aus verschiedenen Bundesländern zur Neugründung. Zunächst wurde der alte Name wieder aufgegriffen: 1956 hieß es in Heft 75 von MUND= Material- und Nachrichtendienst der Arbeitsgemeinschaft Deutscher Lehrerverbände – GEW und Bayerischem Lehrer- und Lehrerinnenverband: "Aus der Arbeit der Vereinigten Jugendschriften-Ausschüsse". Im Organisationsplan der GEW heißt es zur selben Zeit "Abteilung Jugendschriften". 1971 erfolgte die Umbenennung in "Abteilung für Literatur und Medien (VJA). Schon 1975 gab es neue Richtlinien unter dem Namen "Arbeitsgemeinschaft Jugendliteratur und Medien (VJA) in der GEW. 1995 ist der Zusatz VJA verschwunden.

## Archivbestand
Umfangreiche Materialsammlungen, knapp 12 Regalmeter zur Geschichte der Jugendliteratur in Deutschland und aus der Tätigkeit der Arbeitsgemeinschaft Jugendliteratur und Medien für die Zeit von 1950 bis 2009 befinden sich im Archiv der sozialen Demokratie (AdsD) der Friedrich-Ebert-Stiftung. Beim Institut für Jugendbuchforschung an der Johann Wolfgang Goethe-Universität in Frankfurt, Fachbereich Neuere Philologien, sind fast alle Beurteilungen der VJA-Landesverbände bzw. VJA-Landesstellen aus dem Zeitraum 1966–1990 (Zentralkartei aus Hannover) gelagert. Dort ist auch der Nachlass von John Barfaut, dem Vorsitzenden des Jugendschriftenausschusses Hamburg und Vorsitzenden der VJA bis 1933 und wieder von 1948 bis 1960, zu finden.
Im gewerkschaftlichen Archiv zur Pädagogik der Kinder- und Jugendliteratur beim Landesverband Sachsen der GEW in Leipzig liegen die Beurteilungen aus der Zentralkartei Überlingen für den Zeitraum 1991 bis 2003 und Beurteilungen aus Sachsen von vor 1945.